# Ga Tuy Hòa
Ga Tuy Hòa là nhà ga đường sắt chính trên tuyến đường sắt Bắc - Nam thuộc địa phận tỉnh Đắk Lắk, tiếp nối sau ga Hoà Đa và trước ga Đông Tác. Ga toạ lạc tại số 149 đường Lê Trung Kiên, phường Tuy Hòa.
Ga Tuy Hoà cách ga Diêu Trì 102 km về phía Bắc và cách ga Nha Trang 117 km về phía Nam. Lý trình của ga: km 1197 + 520.
Ga Tuy Hòa chuyên bán vé tàu các tuyến và cũng có dịch vụ giao vé tàu tại nhà. Ngoài ra ga Tuy Hòa còn tổ chức bán vé phục vụ hành khách và nhận hành lý, bao gửi với số lượng vé đủ đáp ứng nhu cầu của khách hàng.
Ga Tuy Hòa bao gồm 4 đường (tính đến 2018) gồm 3 đường chính và 1 đường dẫn vào bãi hóa trường.

## Các tuyến
- Đường sắt Bắc - Nam
- Sài Gòn - Tuy Hòa
- Nha Trang - Tuy Hòa
- Diêu Trì - Tuy Hoà